# Amphipoea lucens
Amphipoea lucens (tên tiếng Anh: Large Ear hoặc Large Ear Moth) là một loài bướm đêm thuộc họ Noctuidae. Nó được tìm thấy ở hầu hết châu Âu.
Sải cánh dài khoảng 30–36 mm. Con trưởng thành bay từ tháng 8 đến tháng 9.
Ấu trùng ăn rễ và thân của nhiều loại cỏ, especially Molinea caerulea.

## Hình ảnh

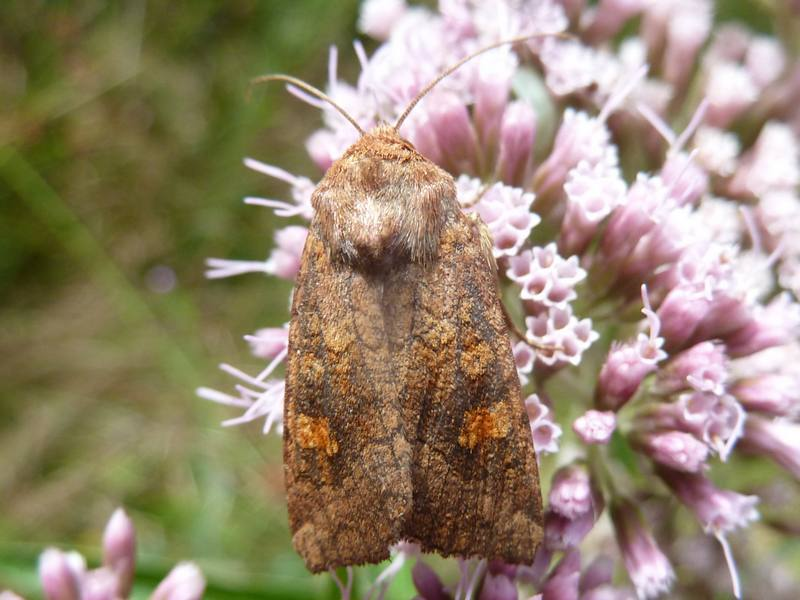
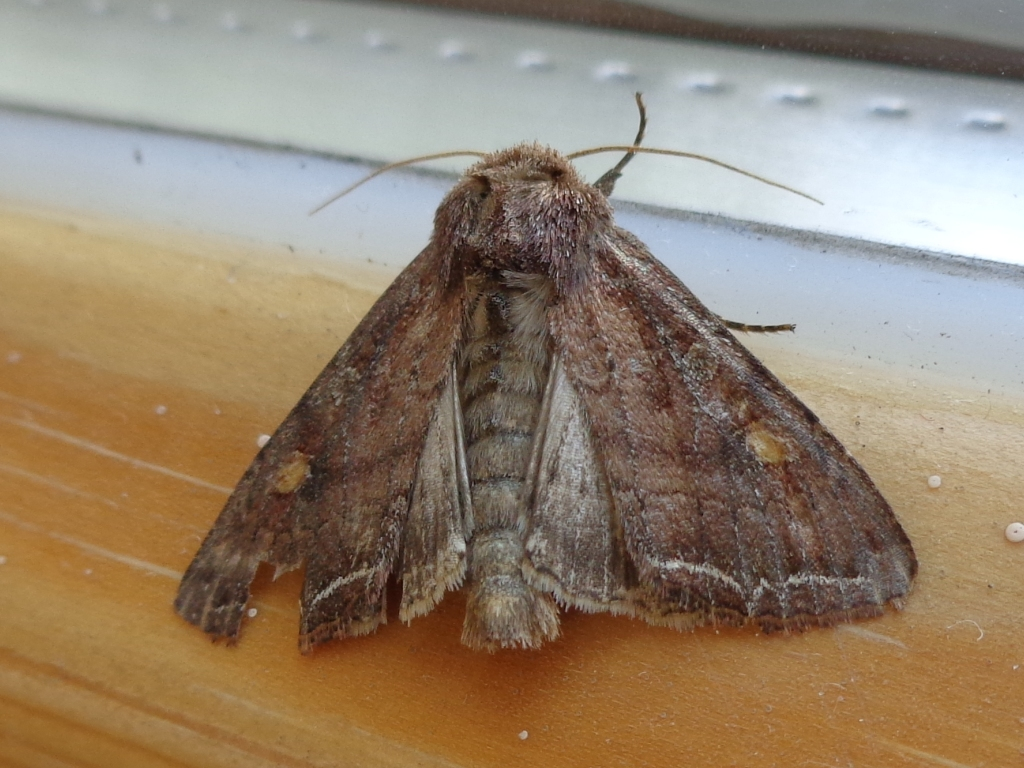